# Jojada

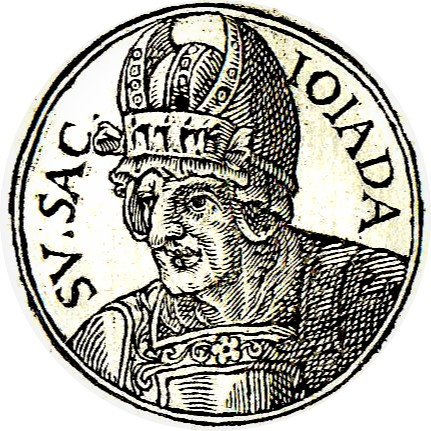
Darstellung des Hohepriesters Jojada (Buchdruck aus dem 16. Jahrhundert)

Jojada (hebräisch יְהֹויָדָע, jəhôjādā‘) ist der Name mehrerer in verschiedenen Geschichtsbüchern des Alten Testaments der Bibel erwähnter Personen.

## Vater Benajas
Im 2. Buch Samuel 8, 18  wird Benaja, der Sohn Jojadas, als Befehlshaber der Kreter und Peleter (das heißt, der ausländischen, vor allem aus Philistern bestehenden, Söldner) im Heer König Davids genannt. Ebenfalls als Vater Benajas erwähnt wird Jojada in 2. Samuel 23,20–22  und mehrfach in 1. Könige 2 , wo auch berichtet wird, dass König Salomo Benaja schließlich zum Anführer des gesamten Heeres ernannte.

## Hohepriester
Im 2. Buch der Könige wird im 11. Kapitel  berichtet, wie Königin Atalja die Macht in Juda an sich riss. Dazu rottete sie nahezu die gesamte Königsfamilie aus. Lediglich Joasch, der Sohn des toten Königs Ahasja, konnte von seiner Tante Joscheba im Tempel versteckt werden und überlebte auf diese Weise. Im siebten Jahr zeigte der Hohepriester Jojada den Hauptleuten der Leibwache den Sohn des Königs und verpflichtete sie durch einen Eid. In der Folge wurde Atalja gestürzt und getötet. Joasch wurde durch Jojada zum König gekrönt, womit das davidische Königtum wieder hergestellt war und der von Atalja protegierte Baalskult beseitigt werden konnte. Jojada schloss darauf einen Bund zwischen dem HERRN, dem König und dem Volk, der selbstherrliche Machtausübung in der Zukunft verhindern sollte.
Zu den Lebzeiten Jojadas handelte Joasch nach dem Willen Gottes. Nachdem der Priester aber im hohen Alter von hundertdreißig Jahren gestorben und bei den Königen in der Davidsstadt bestattet worden war, kam Joasch jedoch schnell vom rechten Weg ab. Er ließ sogar Jojadas Sohn Secharja ermorden, der zur Umkehr aufrief (2. Chronik 24 ). 2. Chronik 22, 11  berichtet darüber hinaus, dass Jojada der Ehemann Joschebas war.

## Berater des Königs
In 1. Chronik 27, 34  wird berichtet, dass ein Jojada, der Sohn Benajas, zusammen mit Abjatar dem Ahitofel als Berater König Davids nachfolgten. Ahitofel hatte nach dem gescheiterten Aufstand Abschaloms Selbstmord begangen (2. Samuel 17,23 ).